# Mares de Soacha
Mares de Soacha és una organització colombiana de Drets Humans formada per mares, esposes, filles i germanes de persones assassinades per militars de l'Exèrcit Nacional de Colòmbia de la ciutat de Soacha.
En 2008 les forces armades públiques van assassinar 19 joves de Soacha i Bogotà, presentant-los falsament com a guerrillers morts en combat. Els joves havien estat atrets al nord del país amb promeses de treball, però finalment van ser assassinats. Aquests fets van evidenciar les execucions extrajudicials (o falsos positius) dutes a terme per les forces armades públiques colombianes. L'organització té comptabilitzats més de 5.800 casos. La majoria dels culpables per aquests fets continuen sense ser jutjats.
L'organització busca lluitar contra la impunitat i aconseguir veritat i justícia. Han rebut diversos premis internacionals de la Pau i els Drets Humans.